# Dendrolycosa gracilis
Dendrolycosa gracilis är en spindelart som beskrevs av Tamerlan Thorell 1891. Dendrolycosa gracilis ingår i släktet Dendrolycosa och familjen vårdnätsspindlar.
Artens utbredningsområde är Andamanerna och Nikobarerna. Inga underarter finns listade i Catalogue of Life.